# Pallacanestro Olimpia Milano
O Olimpia Milão também conhecido por EA7 Emporio Armani é um clube profissional de basquetebol fundado em 1936 na cidade de Milão, Itália. Atualmente disputa a Lega Basket A e a Euroliga atuando no Mediolanum Forum (capacidade 12.500). Suas cores oficiais são vermelho e branco, sendo que algumas vezes o clube é chamado de Scarpette Rosse (Sapatinhos vermelhos) porque eram importados tênis "All Star" da "Converse" dos Estados Unidos para os jogadores, este apelido ainda é usado pelos fãs da equipe.
Na Liga Italiana, assim como no NBB, o nome dos clubes é determinado pelo patrocinador principal, sendo que o Olimpia Milão trocou o nome diversas vezes. Entre 1936 e 1955 a equipe se chamou Borletti Milano. De 1956 a  1973 foi renomeado como Simenthal Milano. Para outros nomes da equipe, ver lista abaixo
O Olimpia é o clube com mais títulos na Itália, vencendo 30 ligas italianas, 3 Euroligas, 4 Copas da Itália, 1 Copas Intercontinentais, 3 Copa Saporta, 2 Korac Cup e outros títulos das categorias de base.

## História
O Pallacanestro Olimpia Milão foi fundado em 1936 pelo empresário milanês Adolfo Bogoncelli. Durante a década de 50 e 60 o clube venceu a liga italiana com grande regularidade contando com as estrelas Nane Vianello, Sandro Riminucci, Gianfranco Pieri, e Bill Bradley. Nos anos 70 havia três equipes lutando pela supremacia no Velho Continente: Olimpia Milão, Ignis Varese e Real Madrid. Pela proximidade das Cidades de Milão e Varese, algo em torno de 40 km, os representantes das cidades cultivaram grande rivalidade nestes anos.
No final dos anos 70, a qualidade de jogo decaiu, mas o Olimpia ainda conseguiu vencer a Copa Saporta. Na secunda metade dos Anos 70, o clube assinou contrato com ótimos jogadores, incluindo os gêmeos Boselli (Franco e Dino), Mike Silvester, Dino Meneguin, Mike D'Antoni, John Gianelli, Roberto Premier, Bob McAdoo, Joe Barry Carroll, Russ Schoene, Antoine Carr e Mike Brown. O técnico norte americano Dan Peterson liderou o time de volta ao estrelato.
Durante os anos 80 o clube foi vendido para a família Gabetti. Durante essa época, o time classificou-se para nove finais da liga italiana, vencendo cinco delas, e durante a temporada 1987-1988, venceu a liga italiana, venceu a Euroliga (que terminou em 1988 e foi vencida contra o Maccabi Tel Aviv no primeiro Final Four), a Copa da Itália e a Copa Intercontinental, que desta forma excedeu as honrarias comuns de "Tríplice Coroa" para a raríssima "Quadrupla Coroa".
Liderado pelo armador Sasha Djordjevic, a equipe foi novamente a vencedora da Copa Korac em 1993. Bepi Stefanel adquiriu a equipe em 1994 e foram contratados jogadores notáveis como Dejan Bodiroga, Gregor Fučka, Sandro De Pol e Nando Gentile. Nas celebrações dos 60 anos do clube em 1996, o Olimpia Milão venceu a Copa da Itália e a sua 25º liga italiana.

## Patrocinadores Principais
Através dos anos, por motivo de contratos de patrocínio, chamou-se também: